# عالي قندي
 عالی قندی ، قرية صغيرة تتبع لـالبلدة المركزية (بالفارسية: بخش مركزى ) من توابع مدينة بستك إحدى قرى « إقليم گودة»، وتقع في محافظة هرمزگان في جنوب إيران. تقع هذه القرية ما بين قرية دهنك وقرية تدرويه.

## حدود قرية عالی قندی
حدود عالی قندی: من الشمال: جاشورك، ومن الجنوب ايلود، ومن الغرب « دهنك »، ومن الشرق تنتهي بـقرية تدرويه.

## السكان
يبلغ عدد سكان هذه القرية حسب تعداد السكان لعام 2006 للميلاد، (225) نسمه تشكل (52 عائلة)، من أهل السنة والجماعة وعلى المذهب الشافعي. يتكلون الفارسية باللهجة المحلية. لهم مسجد ومدرسة مشتركة، ومجموعة من البرك لحفظ مياه الأمطار إذا سالت الأودية، وحوالي 500 نخلة مثمرة. تقع القرية على بعد كيلومترين من قرية دهنك، وتبعد عن قرية تدرويه حوالي 3 كيلومترات.

## مهنة السكان
يمتهنون السكان بمهنة الزراعة وتربية المواشي والأغنام.

## وصلات خارجية
- التقسيمات الإدارية لمحافظة هرمزغان